# 45 (число)
Вижте пояснителната страница за други значения на 45.
45 (четиридесет и пет) е естествено, цяло число, следващо 44 и предхождащо 46.
Четиридесет и пет с арабски цифри се записва „45“, а с римски цифри –– „XLV“. Числото 45 е съставено от две цифри от позиционните бройни системи – 4 (четири) и 5 (пет).

## Общи сведения
- 45 е нечетно число.
- 45 е атомният номер на елемента родий.
- 45-ият ден от годината е 14 февруари.
- 45 е година от Новата ера.